# MRAP2
MRAP2‏ (Melanocortin 2 receptor accessory protein 2) هوَ بروتين يُشَفر بواسطة جين MRAP2 في الإنسان.